# PFLAG
PFLAG是美国第一个也是最大的为女同性戀，男同性戀，双性恋，跨性別或酷兒（LGBTQ）群体及其亲人与盟友团结到一起提供服务和支持的组织。PFLAG National是一个国家组织，为当地分会的PFLAG网络提供支持。PFLAG在美国有近400个分会，有超过20万名会员和支持者。
PFLAG（发音：/ˈpiːflæɡ/ PEE-flag）原本为Parents and Friends of Lesbians and Gays（男女同性恋的双亲和朋友）（后扩展为Parents, Families and Friends of Lesbians and Gays）的缩写，在1993年删除连字符之前，该组织正式名称为P-FLAG。2014年，该组织的成员投票决定正式更名为PFLAG，以反映其在LGBTQ社区中所做的数十年的全面包容性工作。

## 历史
1972年4月，小学老师Jeanne Manford和她的丈夫在法拉盛的家中接到医院的电话得知她的儿子Morty，一名同性恋活动家，在纽约市举行的第五十届一年一度的Inner Circle晚宴政治集会上分发传单时遭到殴打。作为回应，她给《紐約郵報》写了一封抗议信，称她自己是一名同性恋抗议者的母亲，并抱怨警察不采取行动。在接下来的几周里，她接受了几个城市的广播和电视节目的采访，有时会有丈夫或儿子陪同。6月25日，她和她的儿子参加了紐約市LGBT驕傲遊行，带着一个手写的标语，上写着“同性恋父母团结起来支持我们的孩子”。在热情推动下，他们提出了一个成立男女同性恋者的父母组织的想法，她后来说，这可能成为“同性恋群体和异性恋群体之间的桥梁”。他们很快就为这样的父母举行会议，她的丈夫也参加了会议。她称他为“一个非常善于表达的人......比我更好的演讲者。他和我在一切都是对的。”
第一次正式会议于1973年3月11日在格林尼治村（现为村庄教堂）的Metropolitan-Duane卫理公会教堂举行。约有20人参加。在接下来的几年里，通过口口相传和社区需求，类似的团体在全国各地兴起，为有同性恋儿童的父母提供“避风港”和相互支持。1976年，PFLAG LA与30位父母进行了第一次会面。到1977年，该组织与其他LGBT活动家团体合作，反对Anita Bryant的反同性恋运动，并击败加利福尼亞州6號提案（布里格斯倡议，解雇所有同性恋和有可能支持同性恋权利的加州官立学校教师）。1979年在华盛顿举行的争取同性恋权利的游行之后，这些团体的代表首次在华盛顿特区会面。
到1980年，PFLAG，当时称为父母FLAG，开始向全国的教育机构和信仰社区分发信息，使自己成为公众的信息来源。1981年，成员们决定成立一个国家组织。第一个PFLAG办公室成立于洛杉矶，由创始人Adele Starr创立。
1982年，当时代表约20个团体的父母和同性恋和同性恋之友联合会成立于加利福尼亚州，并获得非营利，免税地位。1987年，PFLAG在Elinor Lewallen主席的领导下搬迁到丹佛。同样在20世纪80年代，在军事问题成为GLBT运动的最前沿之前，PFLAG就曾努力结束美军解雇女同性恋的行动。到20世纪80年代末，PFLAG在组织农村社区分会方面取得了显著的成功。
1990年，在经历了一段显著增长的时期后，PFLAG聘请了一名执行董事，扩大了员工规模，并搬到了华盛顿特区。同样在1990年，PFLAG主席Paulette Goodman致信芭芭拉·布什，要求布什夫人的支持。第一夫人的个人答复说：“我坚信，我们不能容忍对我国任何个人或团体的歧视。这样的治疗总是带来痛苦，并使人无法忍受。”她的评论被美联社报道，带来了一场政治风暴，可能是白宫第一次发表同性恋正面评论。
随着时间的推移，该组织的范围扩大到包括双性恋者，最终包括跨性别，但名称仍为P-FLAG。特别是在1998年，在旧金山举行的年度会议上投票后，性別認同，包括跨性別人士，被加入到PFLAG的使命中。
PFLAG是第一个正式采用跨性别包容性政策开展工作的全国LGBT组织，发誓不仅要将跨性别人士纳入其所有工作中，而且永远不会支持任何不具有跨性别的政策或法律。2002年，PFLAG的跨性别网络，也被称为TNET，成为PFLAG的第一个官方“特别附属机构”，享有与常规分会相同的权限和责任。2013年，TNET被跨性别和性别不合规（TGNC）咨询委员会取代。
2004年，PFLAG芝加哥分部作为社区之友入选芝加哥同性恋名人堂。

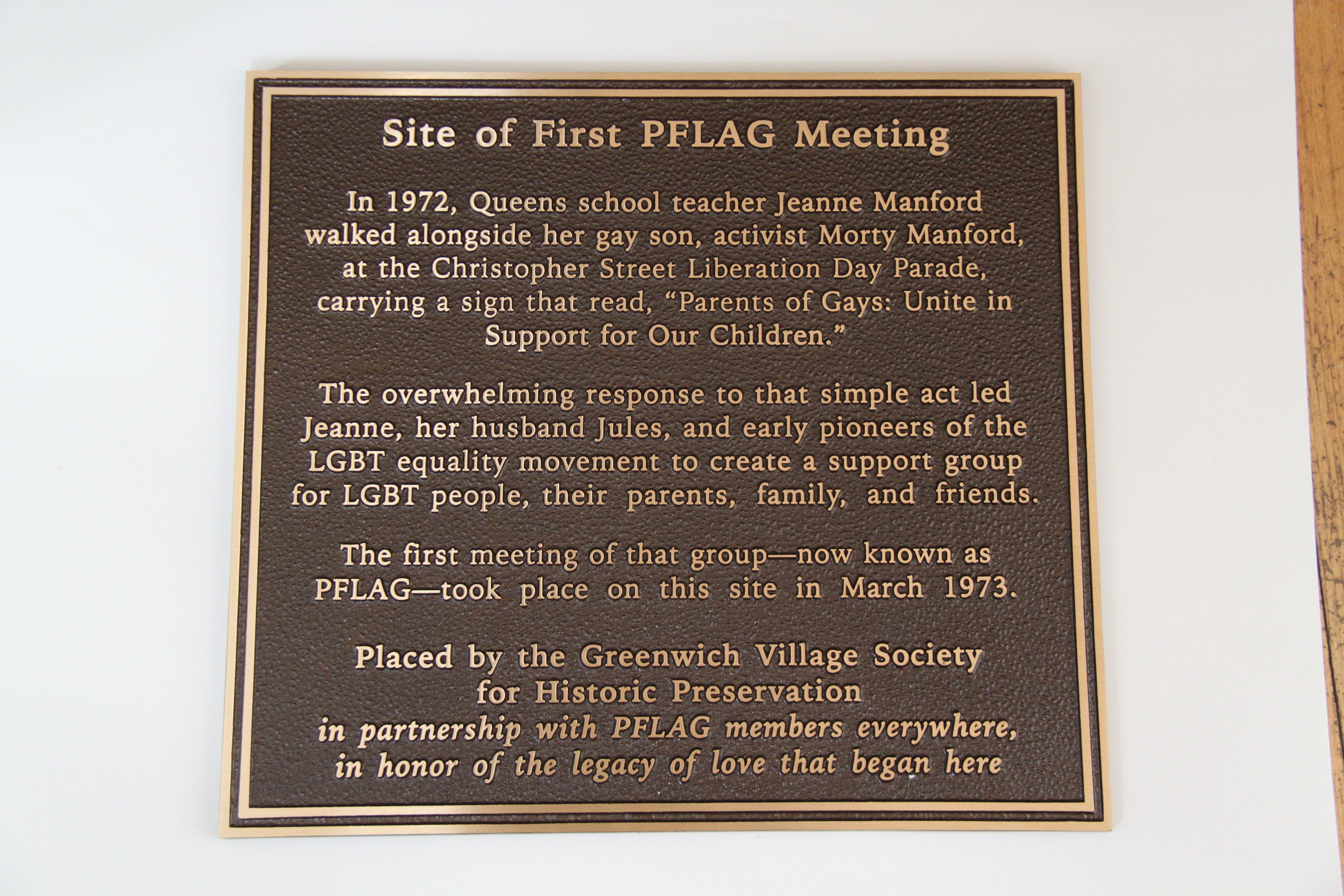
该牌匾由格林尼治村历史保护协会于2013年在Village of the Village揭幕

2013年，Jeanne Manford被时任总统贝拉克·奥巴马授予總統公民獎章。
2013年，在格林尼治村的村庄教堂安装了一块铜牌，纪念PFLAG于1973年在教堂举行的第一次会议。
2017年，PFLAG庆祝了创始人Jeanne Manford的儿子同性恋权益活动家Morty Manford的著名游行45周年。

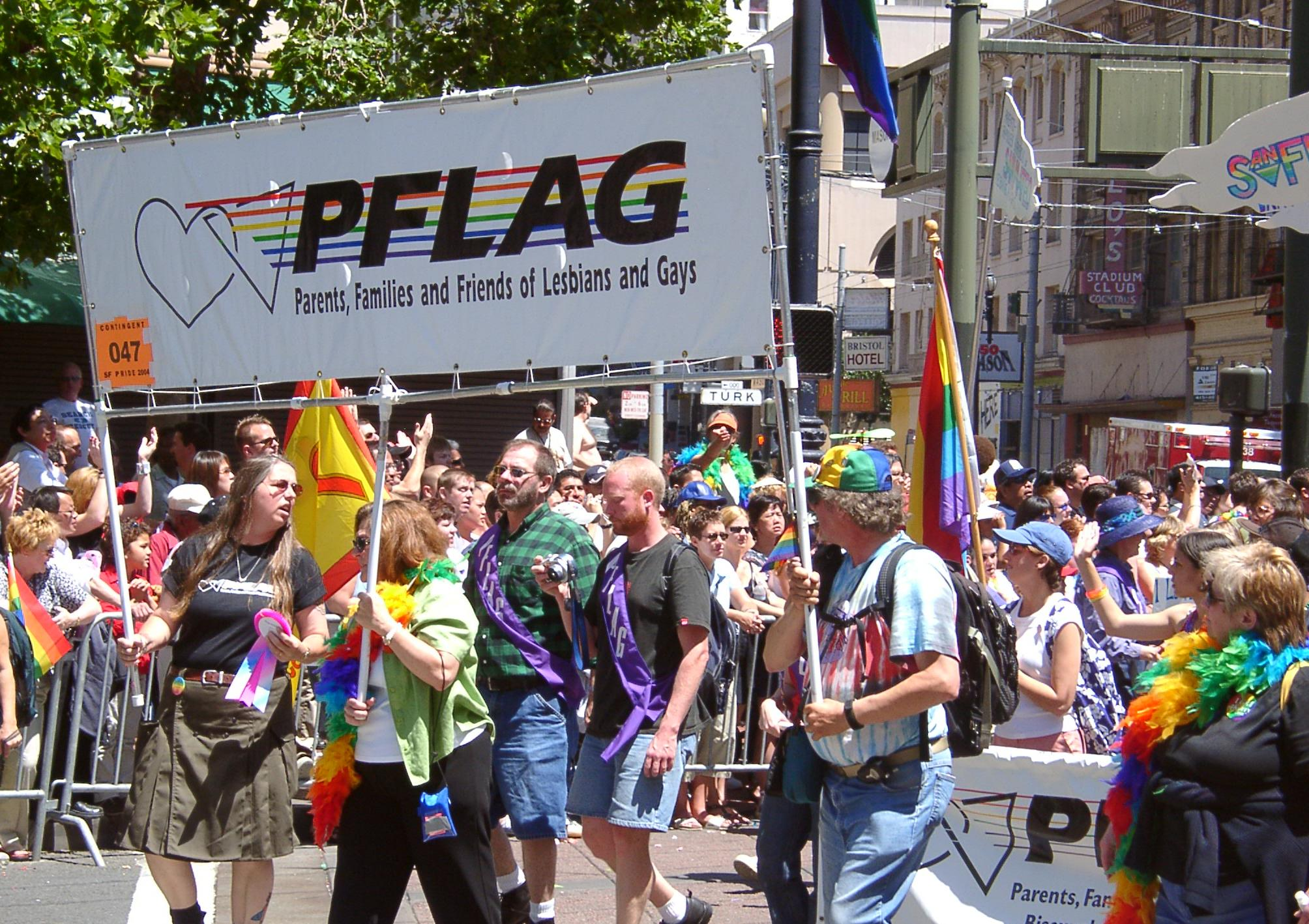
2004年PFLAG队伍在旧金山骄傲游行中

## 宣传工作
PFLAG National和PFLAG分会网络在地方，州和联邦层面进行宣传，并就各种问题发布了公共政策声明。在20世纪90年代早期，马萨诸塞州的PFLAG分会帮助通过了该国的第一个安全学校立法。到20世纪90年代中期，PFLAG帮助通过了教育部的裁决，即保护男女同性恋学生免受基于性取向的骚扰。PFLAG National一直在前线帮助废除不问，不说；在美国争取婚姻平等的斗争中 -包括向美国最高法院提交法院之友简报；努力终止所谓的“转换疗法”并打击危险的RFRA（宗教自由恢复）法案等等。

## 历任主席
| 在任时间  | 姓名                    |
| --------- | ----------------------- |
| 1981–1987 | Adele Starr             |
| 1987–1988 | Elinor Lewellen         |
| 1988–1992 | Paulette Goodman        |
| 1992–1996 | Mitzi Henderson         |
| 1996–1998 | Nancy McDonald          |
| 1998–2000 | Paul Beeman             |
| 2000–2002 | Arnold Drake            |
| 2002–2006 | Sam Thoron              |
| 2006–2010 | John R. Cepek           |
| 2010–2014 | Rabbi David M. Horowitz |
| 2014–至今 | Jean Hodges             |

## 美国之外
自PFLAG于1972年成立以来，在美国以外成立了许多类似目的（有时使用同样命名）的组织，尽管大多数此类组织彼此之间或与美国PFLAG无关。

### 其他类似组织
- Tehila（英语：Tehila）（以色列）
- Families and Friends of Lesbians and Gays（英语：Families and Friends of Lesbians and Gays） （英国）
- PFLAG Canada（英语：PFLAG Canada）（与美国PFLAG无关，同样命名）
- Tels Quels（比利时）
- Families for Sexual Diversity（拉丁美洲）
- CONTACT （法国）
- BEFAH （德国）
- AGEDO （意大利）
- Association of Fathers and Mothers of Gays and Lesbians （西班牙）
- FELS （瑞士）
- PFLAG Vietnam （越南）
- 出色伙伴 （中国）[24]
- PFLAG in Australia
- PFLAG South Africa
- PFLAG Myanmar/Burma

## 大众文化
该组织在电视电影《天佑鲍比》和《情系我心》都有出现。
在美国版《同志亦凡人》中角色Debbie Novotny和Jennifer Taylor是该组织的成员，Debbie担任分会会长，Jennifer在发现她的儿子是同性恋后很快加入。